# Dis (język programowania)
Dis – ezoteryczny język programowania, stworzony przez Bena Olmsteada w 1998 roku, przy okazji tworzenia uważanego za najtrudniejszy język programowania języka Malbolge. Nazwa języka pochodzi od nazwy miasta Dis (znajdującego się w szóstym z dziewięciu kręgów piekieł) z "Boskiej komedii" Dantego.

## Hello world
Program mający za zadanie wypisać "Hello, World!".
```
^!|||||||||||||||||||||||||||||||||{!!!||||||||||||||||||||||||||||||||||||||||

||||||||||||||||*_>_*>|_*_>_*_>_*_>_*_>_*_>_*_>_*_>_*_>_*_>_*>__*|_>*__|*|||*__

>*>||*>_|*__>*__>*__>*__>*__>*__>*__>*{_>*>_|*>||*__>*>||*>||*__>*__>*__>*>_|*>

||*__>*__>*__>*__>*__>*__>*{__*>||*>_|*__>*__>*>||*>||*__>*>_|*>||*__>*__>*__>*

__>*__>*__>*__>*{{>*>||*>_|*__>*__>*__>*__>*__>*__>*__>*__>*__>*{_>*>_|*>||*__>

*>_|*>||*__>*__>*__>*__>*__>*__>*__>*__>*__>*{_>*>||*>_|*>|>*>||*>_|*__>*__>*__

>*__>*__>*__>*__>*__>*{_>*>|_*>||*>_|*__>*>||*>_|*__>*__>*>_|*>||*__>*__>*__>*_

_>*__>*__>*{__*>||*>_|*__>*>_|*>||*__>*>|_*>||*>_|*__>*__>*__>*__>*__>*__>*__>*

__>*{_>*>|_*>||*>||*__>*__>*__>*__>*__>*__>*__>*__>*__>*{_>*>|_*>||*>_|*__>*__>

*__>*__>*__>*__>*__>*__>*__>*{_>*__|*>__|*>__|*__|*__>*__>*__>*__>*__>*__>*__>*

__>*__>*>_|*>||*{_>*__|*>__|*>__|*{_|*__>*>||*>||*{!

```

## Przyczyny powstania
Po stworzeniu Malbolge'a, autor nie potrafił napisać w tym języku nawet najprostszego programu (zazwyczaj pierwszym programem napisanym w danym języku jest "Hello World", ale nawet tak prosty program w tym języku został napisany dopiero później, za pomocą algorytmu genetycznego). Jedyny program, który twórca kiedykolwiek napisał za pomocą Malbolge, miał za zadanie wypisać literę "H". Dis jest łatwiejszą (nadal trudną, ale przynajmniej możliwą do zrozumienia) wersją Malbolge.